# Mastrus sordipes
Mastrus sordipes là một loài tò vò trong họ Ichneumonidae.